# St. Jakobus und Agnes (Nysa)

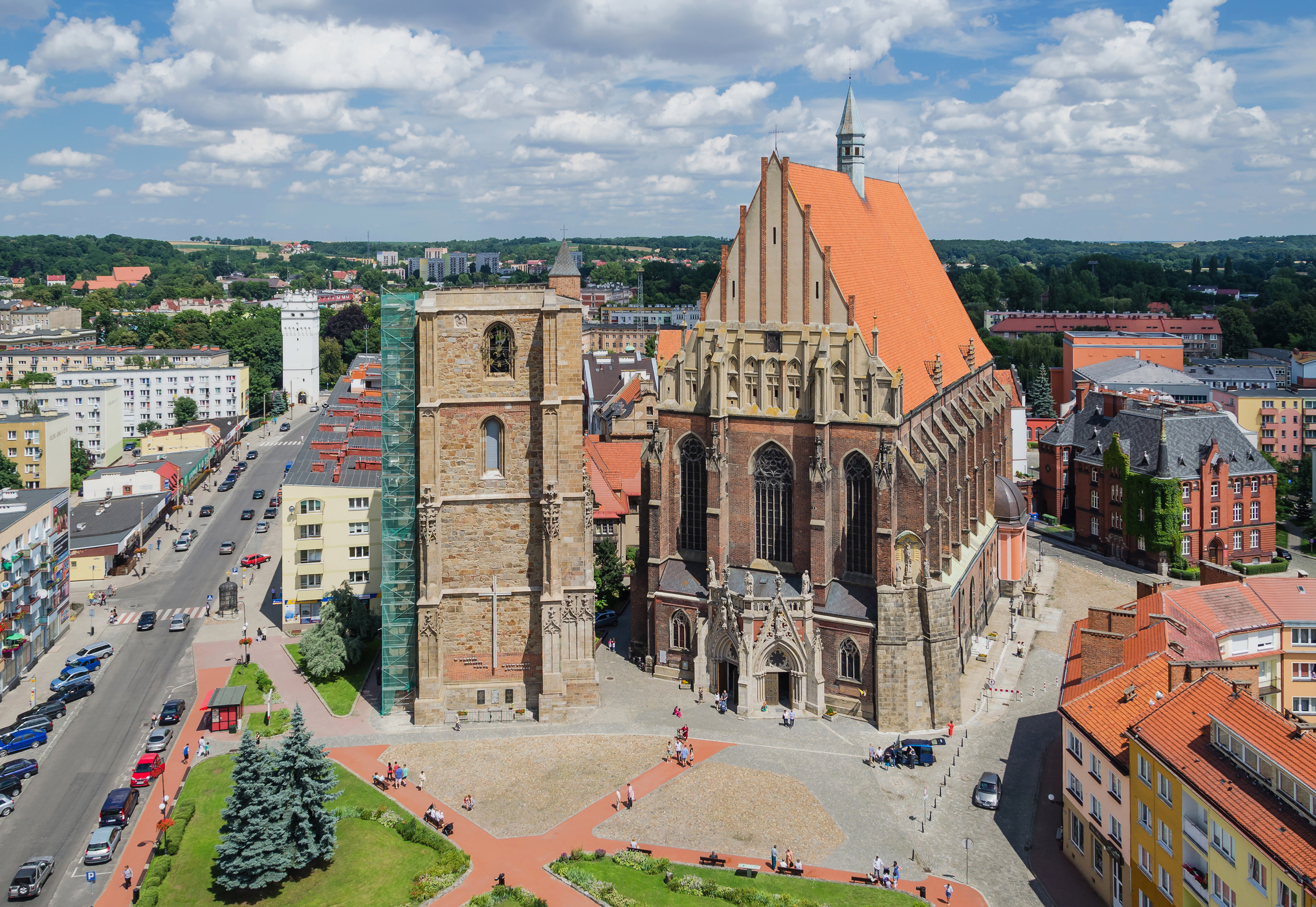
Basilika St. Jakobus und Agnes

Die Basilika St. Jakobus und Agnes (historisch meist St. Jakobus) ist die größte Kirche der Stadt Nysa (Neisse) in der Woiwodschaft Oppeln. Die gotische Hallenkirche stellt einen der bedeutendsten Sakralbauten Schlesiens dar und wurde von etwa 1392 bis 1430 errichtet. Von Papst Benedikt XVI. wurde sie 2009 in den Rang einer Basilica minor erhoben.

## Geschichte

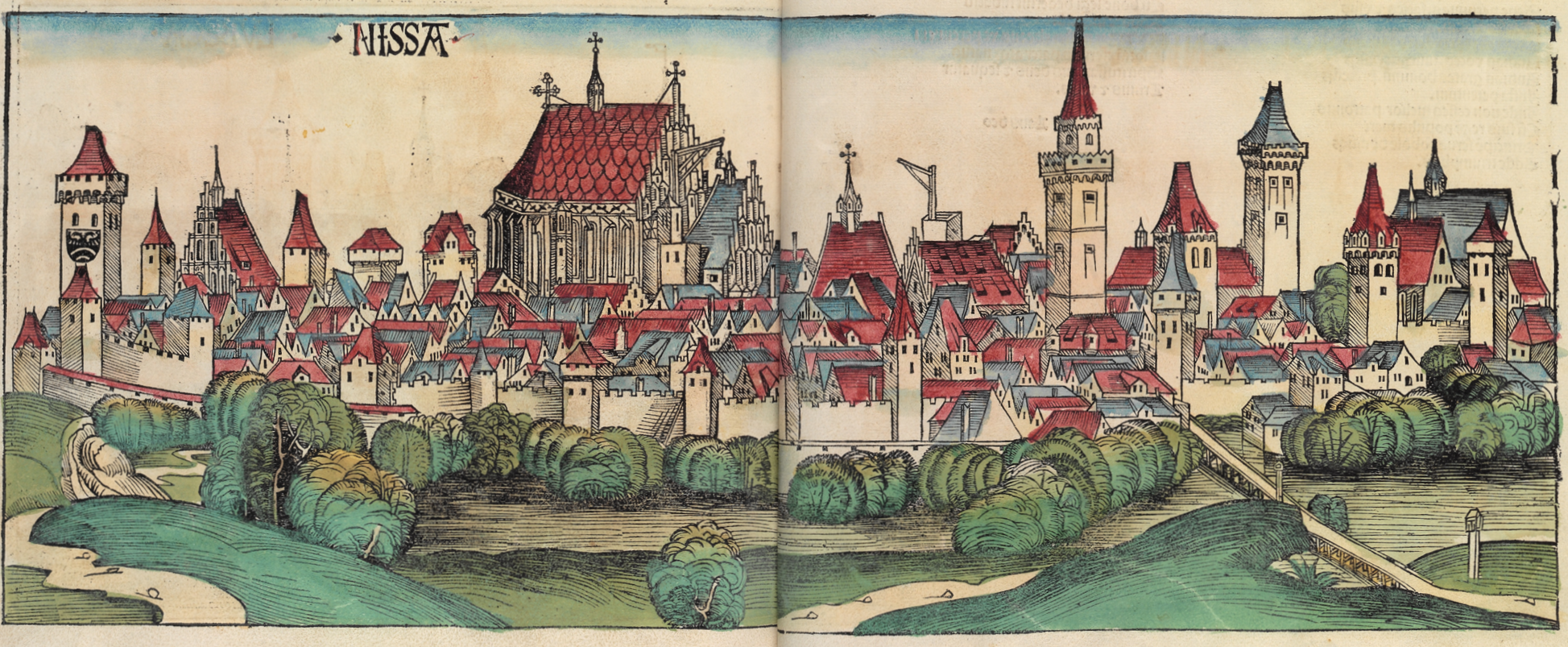
Ansicht von Neisse in der Schedel’schen Weltchronik – mittig St. Jakobus

### Vorgängerbauten
Ursprünglich befand sich am gleichen Ort eine romanische Kirche, errichtet vom Breslauer Bischof Siroslaus II. († 1198) und seinem Nachfolger Jaroslaw von Oppeln († 1201). Diese Kirche wurde während des ersten Mongolen-Überfalls 1241 zerstört, es blieben nur Fundamente und Pfeiler übrig.
Im Jahr 1249, während des Streites zwischen Boleslaw dem Wilden und Heinrich dem Weißen, fiel die Kirche einem Großbrand zum Opfer. Nach dem Wiederaufbau überdauerte die Kirche etwa 150 Jahre, trotz der Beschädigungen, verursacht 1285 durch die Streitkräfte Heinrichs des Gerechten.

### Bau und Erweiterungen im 14. bis 16. Jahrhundert
Dank der Stiftung des Herzogs von Liegnitz und Bischofs von Breslau Wenzels von Liegnitz (1348–1419) entstand der gotische Chor mit umlaufendem Chorumgang. In den nächsten Jahren wurde das Hauptschiff mit sechs Jochen errichtet, das jedoch 1401 abbrannte.
1424 beschlossen die Ratsherren von Neisse den Bau einer repräsentativen Kirche und Bischofssitzes auf Kosten der Stadt, womit sie den Baumeister Peter Frankenstein beauftragten. Er errichtete (teilweise auf den romanischen Fundamenten) nach dem Vorbild von Dom Mariä Himmelfahrt und St. Adalbert in Gniezno eine gotische Backsteinkirche mit Sandsteinelementen. Es entstand eine dreischiffige Hallenkirche mit 27 m hohen Pfeilern, die das Patrozinium des Apostels Jakobus des Älteren und der hl. Agnes von Rom nach den Vorgängerkirchen behielt. Vor 1551 wurde ein neuer Dachstuhl mit extrem steiler Schieferdeckung errichtet. 1553 wurde der Giebel der Hauptfassade mit einem hölzernen Aufbau gekrönt.
Beim Brand am 20. Mai 1542 stürzte das Netzgewölbe des Hauptschiffs ein und wurde durch ein Sternnetzgewölbe ersetzt. In der Mitte des 16. Jahrhunderts wurde dank der Stiftung des Bischofs Martin von Gerstmann (1527–1585) der Orgelchor ausgebaut, wodurch ein „Bürgerchor“ entstand.
1648–1650 wurde dank der privaten Stiftung von Anna Gritzner eine Gedächtniskapelle für die Toten des Dreißigjährigen Kriegs errichtet (heute eine Taufkapelle).

### 17. bis 19. Jahrhundert

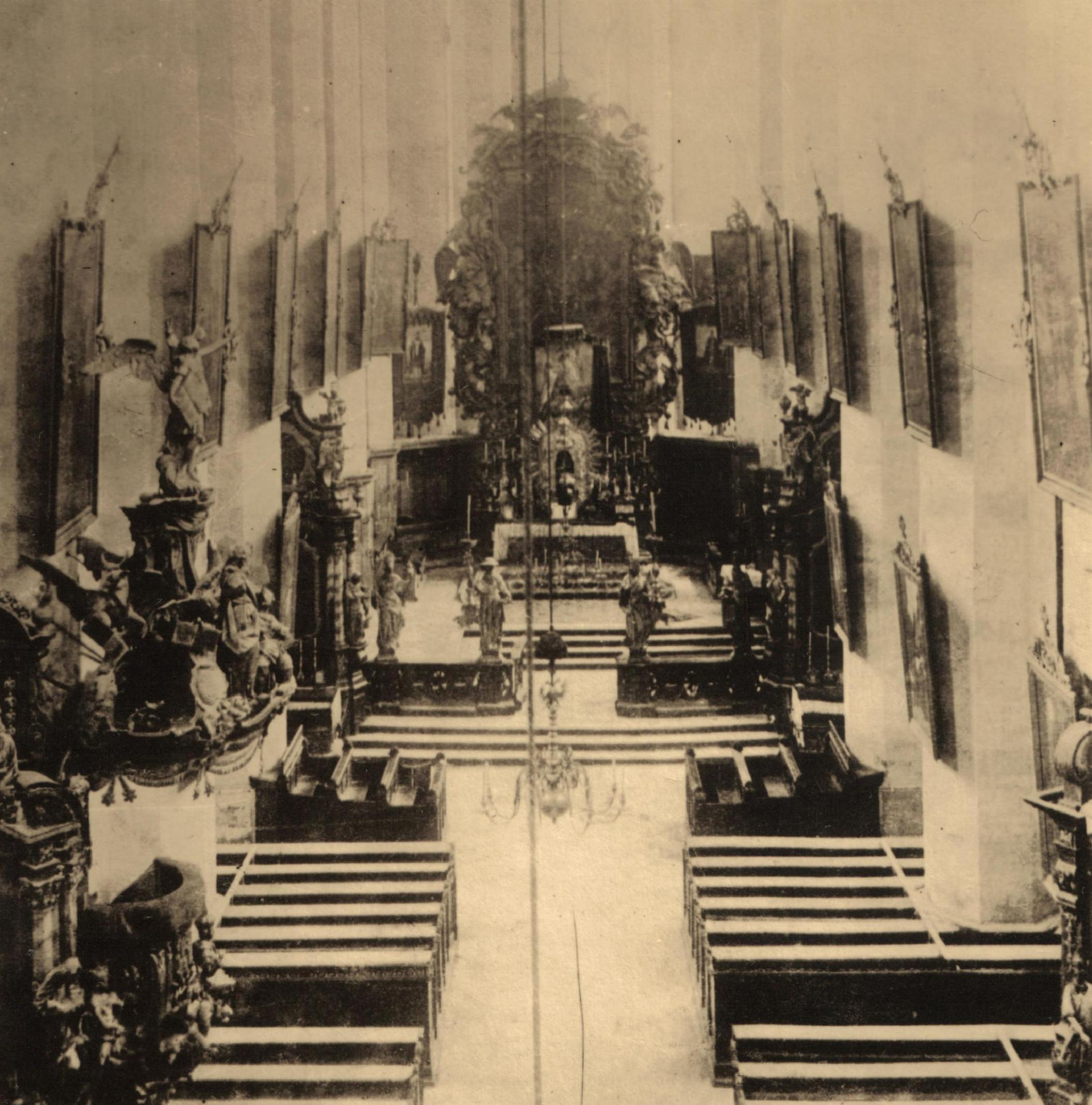
Zustand vor 1890 (Barock)

Im 17. und 18. Jahrhundert erfolgte die Umgestaltung des Innenraums im Stil des Barock, wobei die Anzahl der Altäre von 43 auf 23 reduziert, die Wand- und Deckenmalereien mit Stuck überzogen und viele gotische Skulpturen, Bilder und Kirchenfenster entfernt wurden. 1690 entstand die sogen. kleine Sakristei, 1677–1679 wurde aus der Stiftung des Kardinals Friedrich von Hessen-Darmstadt (1616–1682) eine seitliche Kapelle und ein Hochaltar errichtet.
Im Zeitraum 1650 bis 1810 diente die Kirche als Sitz der Breslauer Bischöfe, daher wurde ein Bischofsthron errichtet. Für das aus Ottmachau übersiedelte Kanonikerkollegium wurde ein reich verziertes Chorgestühl gebaut.
Die Kirche erlitt bedeutende Schäden 1741 während der Schlesischen Kriege. Nach dem baldigen Wiederaufbau erhielt die Kirche zwei neue Kapellen – an der Nordseite die Dreifaltigkeitskapelle, an der Südseite die Kapelle der Eucharistie.
Während des Artilleriebeschusses der Stadt 1807 durch die Grande Armée entstanden weitere Schäden.

### Neugotische Renovierung ab 1889

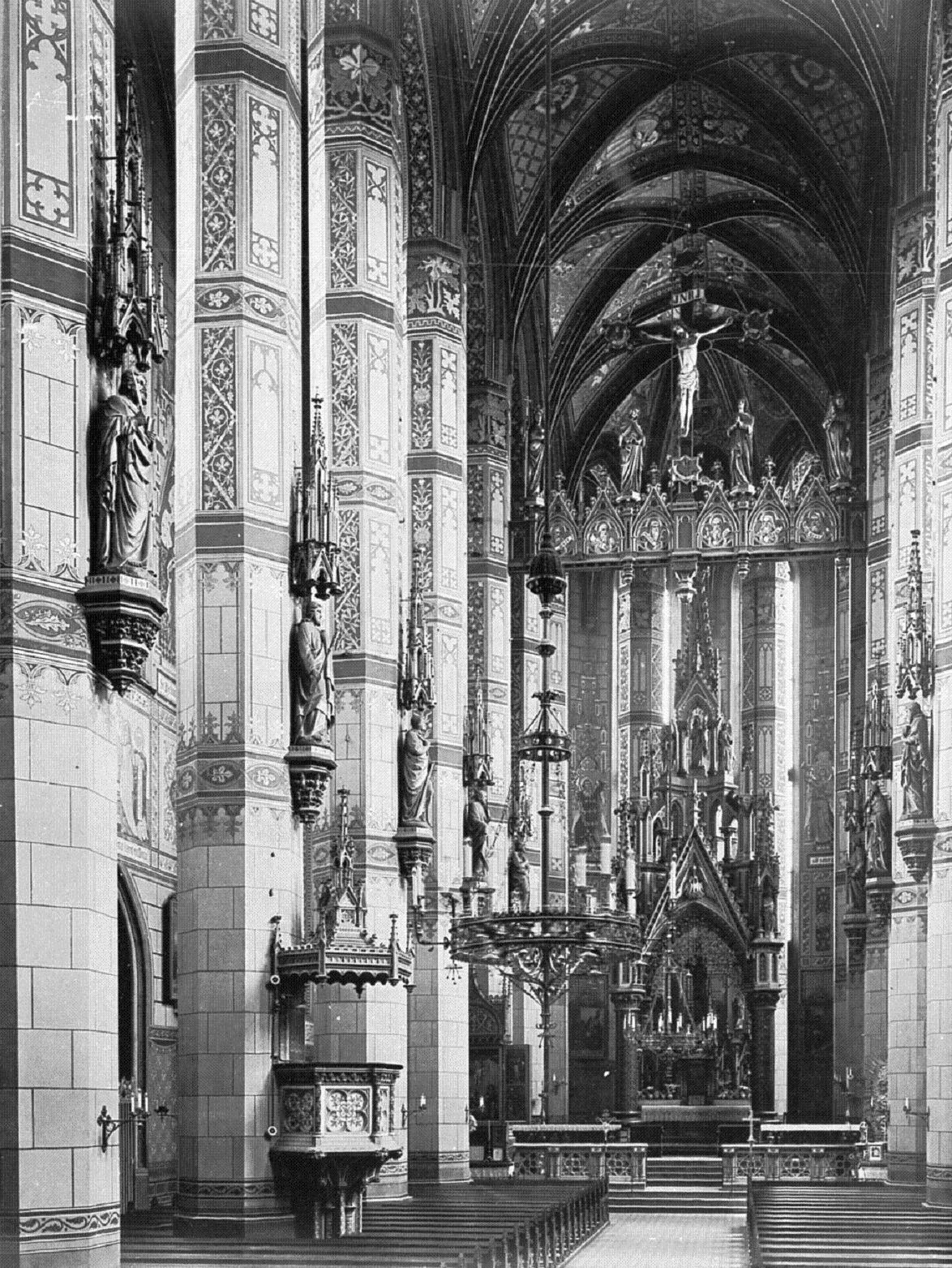
Zustand nach 1890 (neugotisch)

1889–1895 wurde die Kirche unter der Leitung des Architekten Joseph Ebers gründlich renoviert. Dabei wurde die barocke Inneneinrichtung durch eine neugotische ersetzt. Über dem Hauptschiff wurde ein neues Kreuzrippengewölbe errichtet, das das bisherige Sternnetzgewölbe ersetzte. Der Maler Augustin Pischel bemalte es mit neuen Fresken. Die früheren Barockfresken wurden vernichtet.
Es wurde vom Chor das Grabmal des Bischofs Jakob von Salza (1481–1539) entfernt und an dessen Stelle ein steinerner Baldachin errichtet. Im Chorbogen wurde ein Chorbalken nach mittelalterlichem Vorbild eingesetzt, mit der Kreuzigungsgruppe aus den Jahren 1400–1430. Es wurde von der Westseite eine neue Eingangshalle mit zwei reich geschmückten Portalen angebaut.

### 20. Jahrhundert
Nach der großen Überschwemmung 1938 wurden die Fundamente durch Zementinjektionen befestigt. Dabei wurden die Überreste der romanischen Kirche entdeckt.
Kurz vor dem Beginn des Zweiten Weltkriegs wurde versucht, das ursprüngliche Aussehen der Kirche wiederherzustellen, dabei wurden der Baldachin und die neugotischen Wandmalereien entfernt, die Wände wurden weiß gestrichen.
Während der Kämpfe am 21. März 1945 verbrannte das Dachgestühl, der barocke Orgelprospekt, zwei Kapellen und die Kreuzigungsgruppe vom Chorbalken. Es entstanden weitere Schäden, so stürzte der Westgiebel ein, und die Kirchenfenster wurden zerschlagen.
Der damalige Pfarrer Pater Karl Wawra konnte einige Stücke retten – die Seitenaltäre kamen nach Jauernig (tsch. Javorník) (Tschechien). Javornik – mit direkter Eisenbahnverbindung nach Neisse – war Zufluchtsort des Kardinals Adolf Bertram, der dort auf Johannesberg am 6. Juli 1945 starb. Das sakrale Gerät wurde unter dem Hochaltar eingemauert.
Der Wiederaufbau erfolgte nach dem Entwurf des Warschauer Architekten Feliks Kanclerz († 1969). Das neue Dachgestühl wurde aus Stahl erstellt, um die Brandgefahr zu vermeiden. Die Dachflächen wurden mit Dachziegeln bedeckt, in der Mitte entstand ein Dachreiter. Es wurden Fundamente befestigt und drei neue Kirchenfenster nach dem Entwurf des Malers Adam Stalony-Dobrzański eingesetzt.
An Stelle des stark beschädigten neugotischen Hochaltars wurde ein spätgotisches Triptychon aus dem Anfang des 16. Jahrhunderts aufgestellt, das den Krieg in Tschechien überdauert hat. Es besteht aus dem Mittelteil in Form eines Reliefs und zwei Flügeln mit gemalten Darstellungen der Passion. Es ist der einzige der einst 43 mittelalterlichen Altäre dieser Kirche.
Neben der Kirche befindet sich der gotische Glockenturm, dessen Bau 1474 begonnen wurde. Das vierte Stockwerk wurde 1516 beendet. Ursprünglich sollte der Turm eine Höhe von 100 bis 120 Metern erreichen, wurde jedoch nie vollendet.
Bis 1914 gab es im Turm acht Glocken, die älteste, „St. Jakobus“ genannt, stammte aus dem 15. Jahrhundert und wog 8,2 Tonnen. Während des Brandes 1945 schmolz die Glocke, und aus dem Metall wurden zwei neue Glocken gegossen.
Im Turm wurde 2005 die St.-Jakobs-Schatzkammer errichtet, mit einer Ausstellung von Werken meist Neisser Goldschmiede.
Der Wiederaufbau wurde 1961 beendet, aber die Konservierungsarbeiten dauern ununterbrochen weiter. Die Kirche wurde von Kardinal Stefan Wyszyński am 15. August 1959 geweiht. Papst Benedikt XVI. erteilte 2009 der Kirche den Titel einer Basilica minor, Staatspräsident Bronisław Komorowski erhob das Gotteshaus am 28. Februar 2011 zum „Denkmal der Geschichte“.
Die Kirche wurde am 28. September 1955 unter 172/55 in das Verzeichnis der Baudenkmäler der Woiwodschaft Oppeln eingetragen

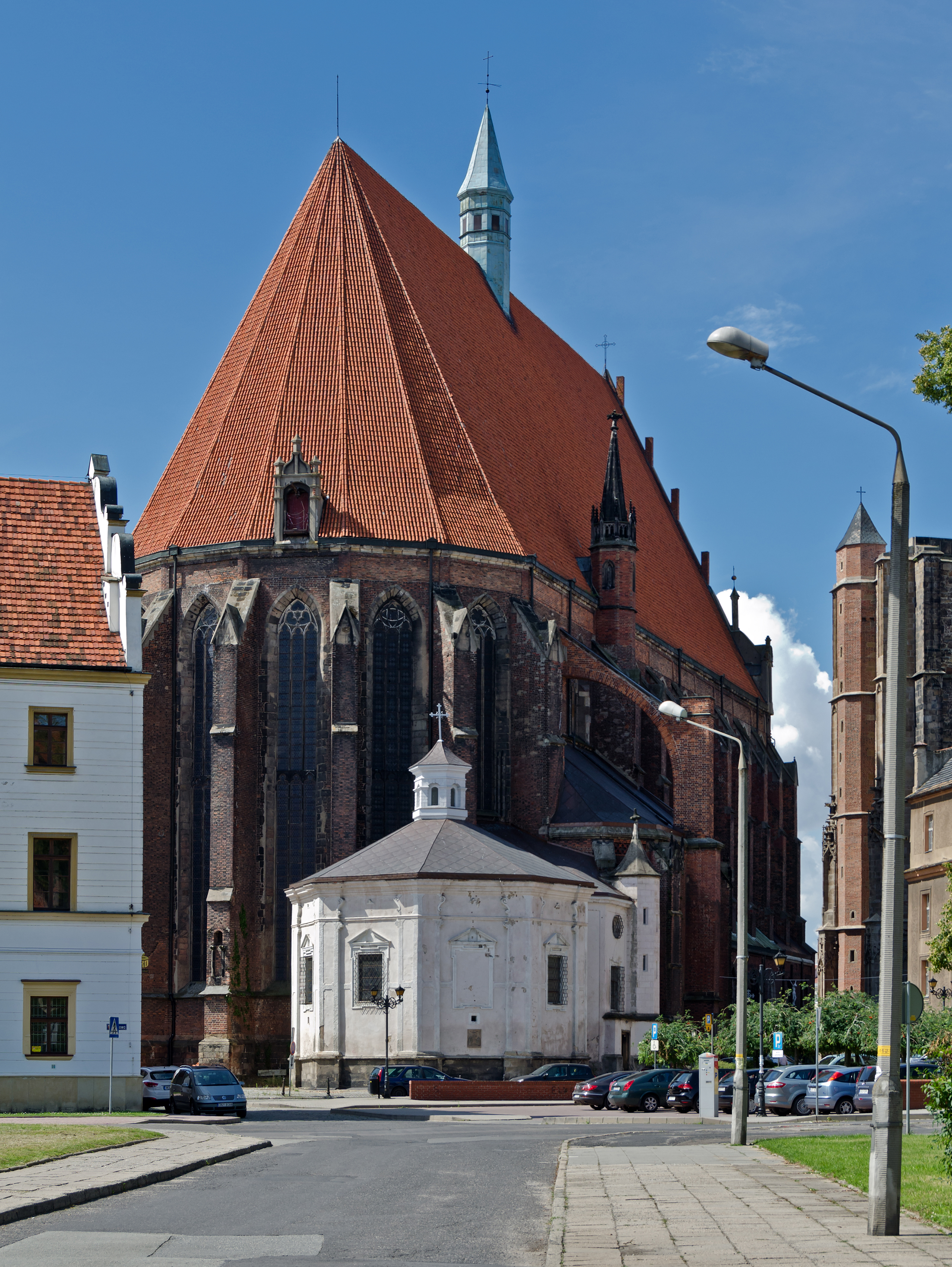
Rückansicht
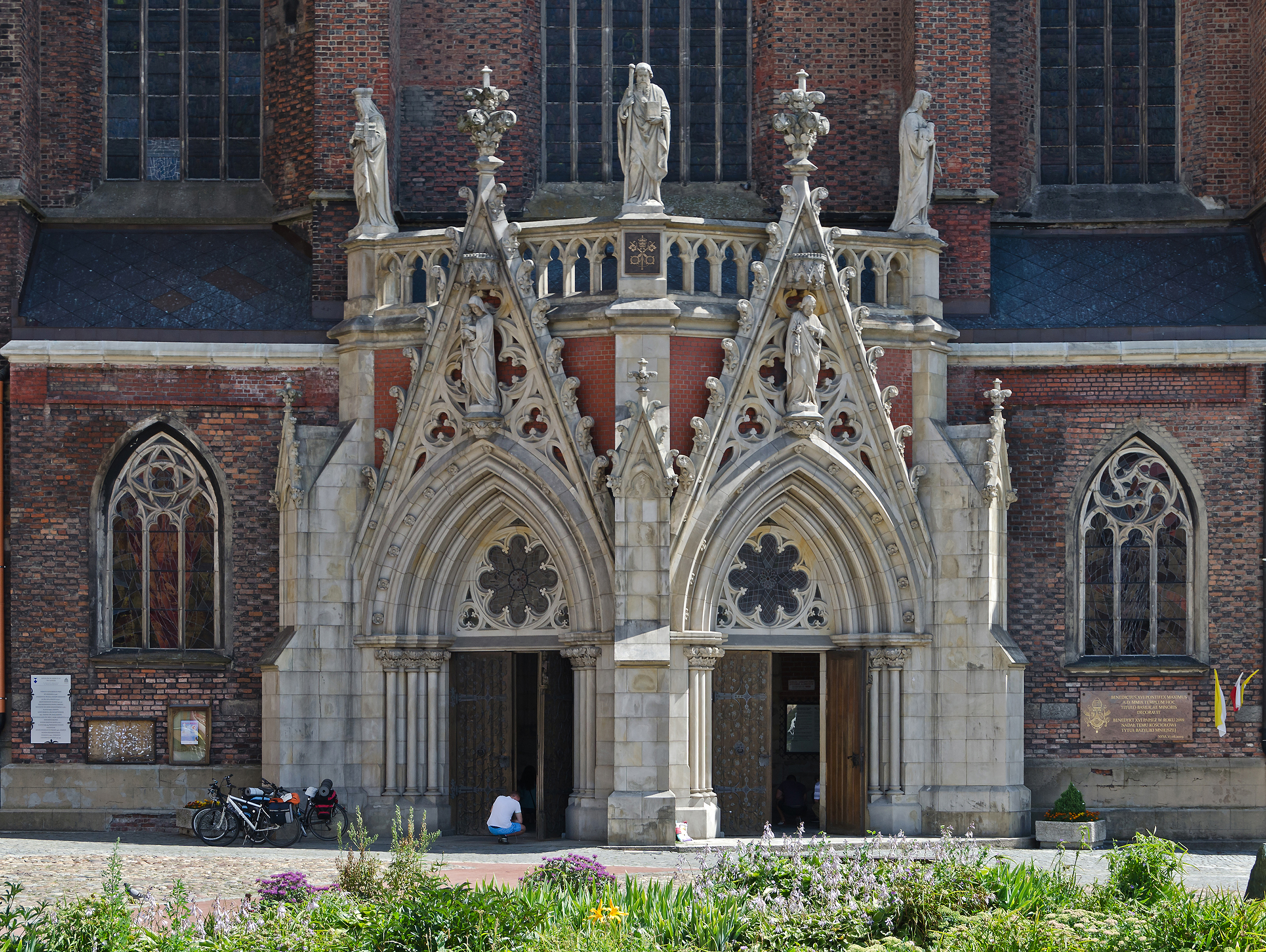
Haupteingang (19. Jh.)
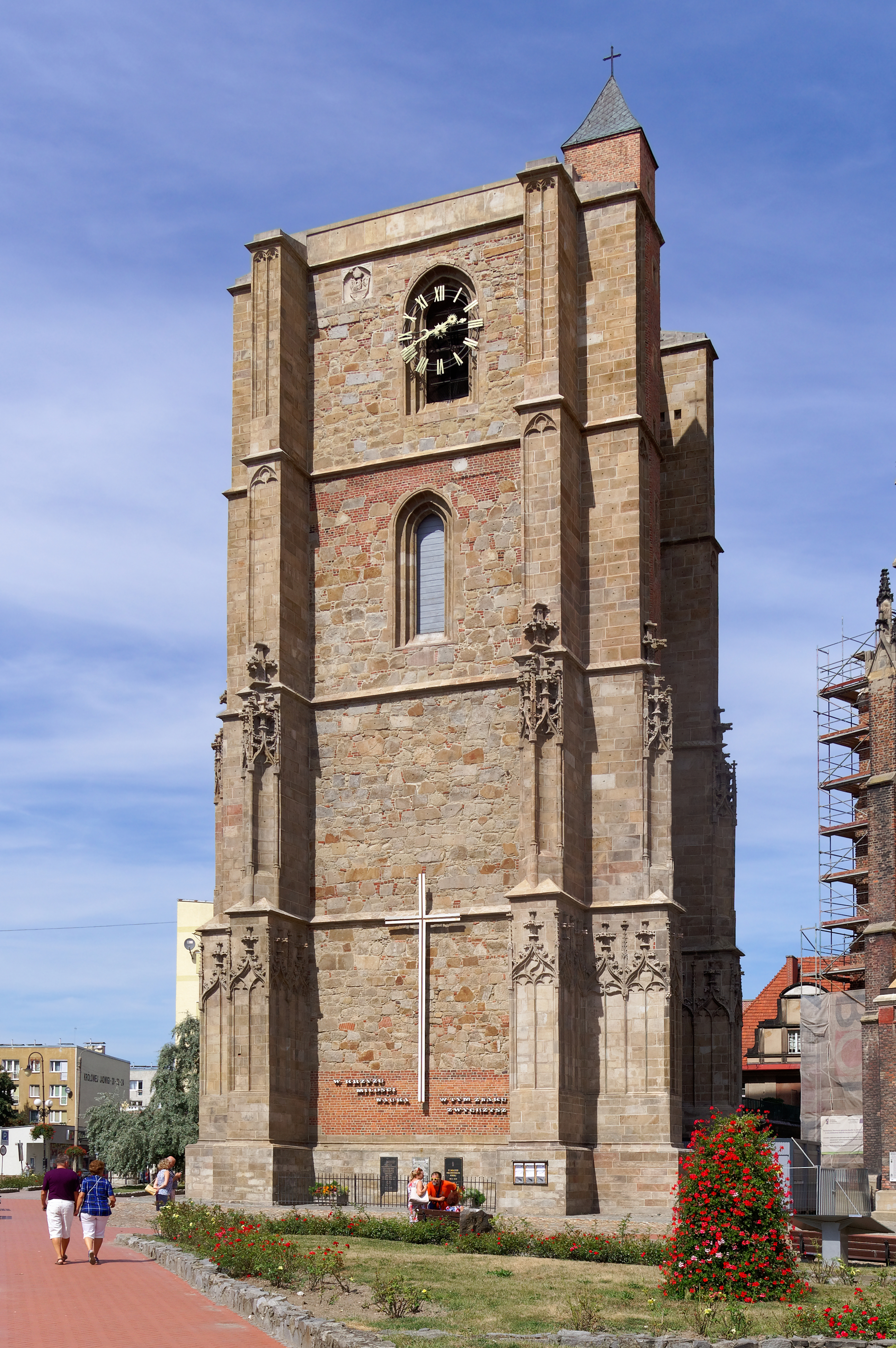
Glockenturm
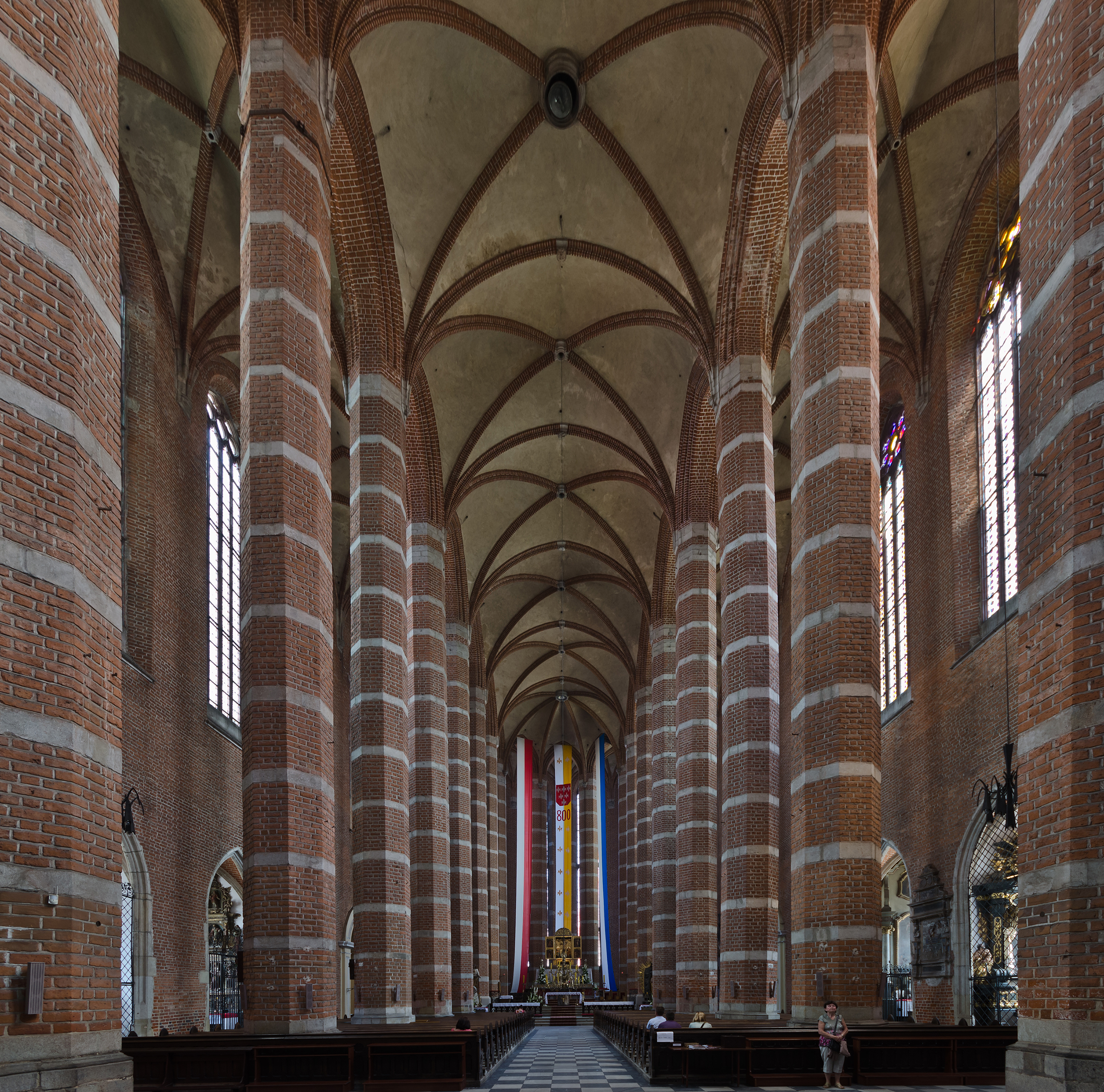
Blick in den Innenraum
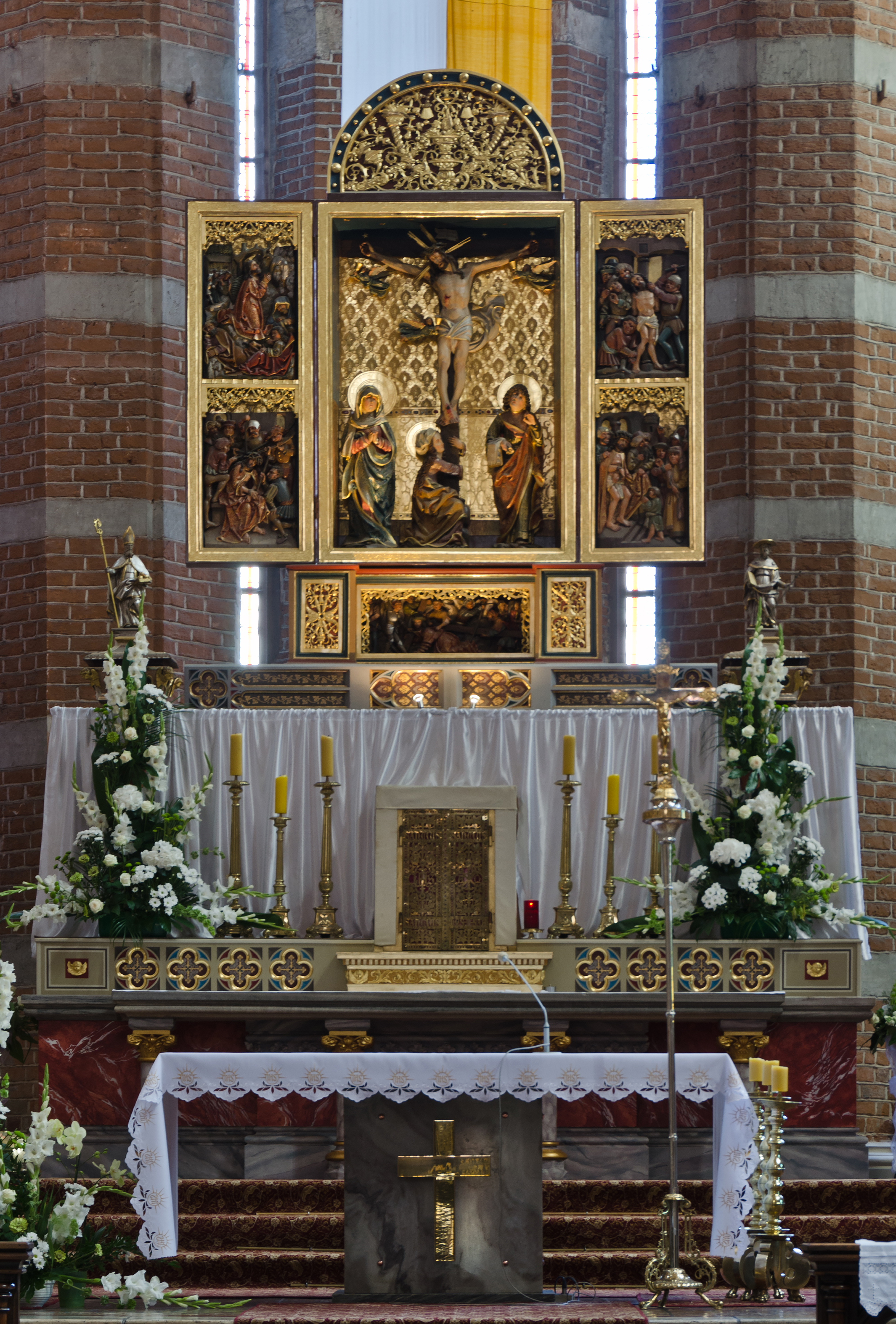
Hochaltar
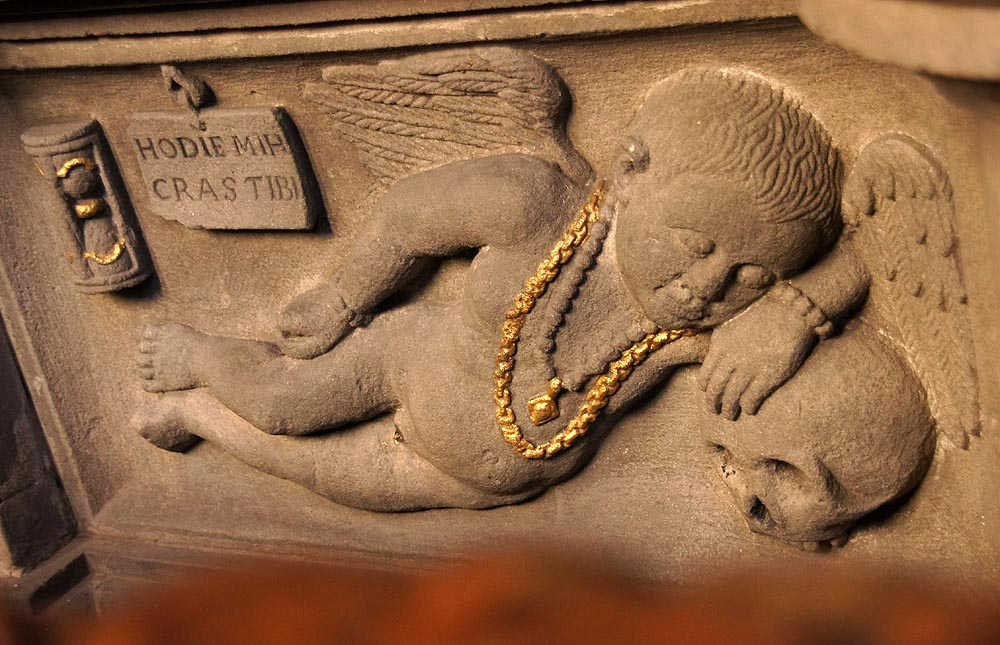
Grabmal Vinzenz Hortensius († 1555)

Koordinaten: 50° 28′ 28,5″ N, 17° 20′ 3,9″ O